# Mirabela Dauer
Mirabela Dauer, pseudonimo di Mirabela Scortaru (9 luglio 1947), è una cantante rumena.

## Biografia
È una pop star rumena nota per la musica d'ascolto degli anni '80.
Una delle apparizioni più frequenti e amate sulla scena musicale e dell'intrattenimento negli anni '70 e '80 insieme a Corina Chiriac e Angela Similea, ha iniziato la sua carriera con la rock band "Roşu şi Negru", con la quale ha eseguito principalmente canzoni del repertorio di Rita Pavone. Dal 1967 ha frequentato i corsi della Scuola d'arte popolare nella classe della professoressa Florica Orăscu, co-autori Marius Ţeicu e Marius Popp. Nel 1970 il debutto alla Televisione rumena nello show Tele-Top, dove suona la canzone "De când te-am întâlnit" scritta da Marius Teicu. Mirabela diventa presto una presenza costante nei programmi televisivi. Suona le canzoni composte da: Marcel Dragomir, Marius Ţeicu, Vasile Vasilache Junior, Marian Nistor, Ionel Tudorache, Anton Şuteu, Temistocle Popa, Ion Cristinoiu, George Grigoriu, Vasile Şirli, Mircea Drăgan ecc.
Dal 2004 collabora con Rareş Borlea (Raoul).

## Discografia (album)
Album in studio
- Voi cânta (1980, Electrecord, LP)
- Taina nopții (1982, Electrecord, LP)
- În zori (1984, Electrecord, LP)
- Morărița (1985, Electrecord, LP, MC)
- Dimineți cu ferestre deschise (1986, Electrecord, LP)
- Ești visul meu (1986, Electrecord, LP)
- Te-aștept să vii (1987)
- De dragul tău (1988, Electrecord, LP)
- De ce nu-mi spui că mă iubești (1988, Electrecord, LP)
- Bine te-am găsit (1989, Electrecord, LP)
- Nopți albe de dor (1990)
- Mirabela și Romanticii '90 (1991)
- Dacă nu te-aș iubi (1992)
- E bine, e bine, e foarte bine (1992)
- Te iubesc, iubirea mea (1994)
- Nu te părăsesc iubire (1996)
- Plânge un artist (con Cătălin Crișan, 1997)
- Tu (1998)
- Ești bărbatul altei femei (2000)
- De ce oare? (2003)
- Grădina dragostei (2004)

Compilation
- Best of (1995)
- Best of - vol.1 (2006)
- Best of - vol.2 (2008)

Album in collaborazione con Rareș Borlea
- Aș vrea să-mi dai inima ta (2005) (Raoul, 2005)
- Dar din Rai (2005) (Raoul, 2005)
- Floare albă, floare albastră (Raoul, 2007)
- Pentru inima mea (Raoul, 2009)
- In bratele tale (2011)

## Premi e riconoscimenti
Il 10 dicembre 2004 il Presidente della Romania Ion Iliescu ha insignito Mirabela Dauer del titolo di Cavaliere dell'Ordine al Merito Culturale, Categoria B - "Musica", per i contributi speciali nell'attività artistica e culturale del paese, per la promozione della civiltà e della storia rumene.